# Na klancu
Na klancu je kratek simbolistični roman pisatelja Ivana Cankarja. Sam ga je označil za svoj prvi večji uspeh pri širši publiki in za eno svojih najizrazitejših del. Janko Kos, avtor spremne besede opozarja, da je to razvidno iz avtorjevega pisma Zofki Kveder leta 1914, ko je Cankar pričakoval izid romana v hrvaškem prevodu. Leta 1971 je Vojko Duletič posnel po romanu film Na klancu.

## Okoliščine nastanka
Napisan je bil poleti leta 1902, izšel je maja 1903. Knjigo je natisnila Narodna tiskarna. Pisatelj je delo zasnoval kot pripoved o življenju svoje matere, a zamisel se mu je tekom pisanja spreminjala in širila. Roman je najprej nosil naslov Židana ruta. Ruta je predmet, ki se pojavi v prvem poglavju, in nanjo se nanašajo Franckine sanje. Po koncu ustvarjalne krize se je Cankar odločil za veliko širši naslov dela, ki bolj ustreza  spremenjeni avtobiografični temi. V četrtem poglavju se je dogajanje romana močno preusmerilo, spremenila se je tudi pripovedna perspektiva. Vse bolj je upošteval socialne razmere osrednjega ženskega lika, njene družine in okolja. Francka je še ostala v središču dogajanja, obnjo pa je avtor postavil še druge like. Struktura romana se spreminja in razširja v roman prostora, zato lahko vse manj govorimo o romanu osebe. Ni realistični roman prostora. Zanj namreč ni značilna razčlenjena pripovedna vsebina niti množica oseb in številna prizorišča. Fabula romana ni strnjena  in kompozicijsko osredotočena na zapletanje in razpletanje dejanja. Dogajanje je postavljeno v vzročno-posledično zaporedje, ampak je pogosto prekinjeno, ciklično in razdrobljeno. Nekateri motivi, prizorišča, slike, celi izseki dogajanja so nerealistični in oprti na simboliko. V romanu je zajeta motivika iz življenja Cankarjeve matere, njegovega očeta in družine ter tudi mladega Cankarja od odhoda v ljubljanske šole do materine smrti. Ta motivika  se pojavi že v predhodnih besedilih Materi (1893) in zlasti Dve družini (1896), kjer je želel popisati usodo svoje družine. Ta povest nekako velja za prvo napoved romana Na klancu. Istega leta je napisal tudi novelo Sreča, kateri je moč zaznati nekaj snovi, ki jo je kasneje povzel v poglavjih o materinem deklištvu in poroki. V črtici Doma je prikazal podobo mrtve matere kot nekakšno slutnjo prihajajočih dogodkov. Kasneje so sledile še črtice Njegova mati, Gomila in Greh ter daljša novela Ob smrtni postelji. Črtica Mater je zatajil je nastala istega leta kot roman. Rokopis romana se žal ni ohranil.

## Vsebina
Roman se začne z opisom Franckinih misli, ko dolgo v noč ne more zaspati. Spominja se žalostnih dogodkov iz otroštva in se hkrati veseli prihajajočega dne, ko se bo s sosedi na vozu odpravila na romarsko Goro. Zjutraj se predolgo zamudi z oblačenjem in sosedje je nočejo počakati. Francka steče za njimi v upanju, da jih bo ujela. Šele ko se spotakne in udari v glavo se romarji ustavijo in nek hlapec jo odnese na voz. Kljub neprijetnim dogodkom Francka veselo stopa v cerkev. S štirinajstimi leti odide služit k stari vdovi Mariševki, ki je imela gostilno. Večkrat gleda skozi okno in se prepušča sanjarjenju. Ko pri vdovi služi že skoraj dve leti, na sprehodu sreča lepega moškega, ki jo povsem očara. Njegov odnos se jeseni spremeni. Njena ljubezen je poteptana in prestrašena pobegne domov. Resno zboli in v postelji prebije dva meseca. Z dvajsetimi leti pa začne služiti pri načelniku železniške postaje. Poroči se s krojačem, Mihovim Tonetom. Na sam dan svatbe se je priselil krojač iz mesta, ki je odprl prodajalno z narejenimi oblekami. K Mihovemu Tonetu ne zahaja nihče več, zato Tone začne popivati in kmalu zapravi skoraj ves denar. Rodijo se jima trije otroci. Čez nekaj let se morajo Mihovi preseliti iz trga na klanec, kjer so večinoma živeli propadli obrtniki, kmetje in pijanci. Na Franckine rame je padlo težavno vzdrževanje družine. Tone se kmalu odloči, da bo odšel, saj mu je življenje na klancu postalo preveč neznosno. Sin Tone je bil zelo podoben očetu in le nekaj mesecev po njegovem odhodu se je še sam odpravil v oddaljen trg h krojaču, ki je bil očetov znanec. Lojze je bil najboljši učenec. Na prireditvi je deklamiral ter navdušil vse prisotne. Menili so, da tako nadarjen fant mora oditi v Ljubljano in študirati, obljubili so mu pomoč in financiranje. Žal so nanj kmalu pozabili. V treh letih je Lojzetu siromaštvo pobralo vso voljo do študija. Francki je vsak mesec prinašal nove skrbi, saj je bilo potrebno plačati stanovanje v Ljubljani. Ker sama ni imela denarja, je požrtvovalno prestajala številna poniževanja in razočaranja, ko je prosjačila pri županu, sodnikovi ženi, župniku … Lojze je opustil študij in izginil. Nekega dne se je domov vrnil najstarejši sin Tone. Bil je hudo bolan in že naslednjega dne je umrl. Hčerka je doživela podobno izkušnjo z umetnikom in se vrnila strta, a že zjutraj je odšla v Ljubljano iskat delo. Pet let po tistem, ko ga je mati zadnjič spremila nazaj v Ljubljano, se domov vrne tudi Lojze in spozna, da mati umira. V vročici so se ji misli prepletale, spominjala se je teka za vozom in umetnika. Lojze se po njeni smrti sprašuje o smislu takšnega življenja in opazuje luč z učiteljevega okna, ki sveti iz daljave.

## Interpretacije

### Simbol teka za vozom
Francka zelo dolgo teče za vozom, romarji pa jo šele takrat, ko je popolnoma izčrpana, počakajo in vzamejo k sebi. Prizor zavzema skoraj tretjino prvega poglavja. Je psihološko obarvan in predstavlja simbol Franckine usode, ki se ponovi v večini poglavij kot spomin na žalostno mladost, vizija temne prihodnosti ali kot blodnja pred smrtjo. Gre za vztrajno in skoraj do skrajnosti stopnjevano trpljenje dekleta, ki nikoli ne more doseči svojega cilja, njeno neuresničeno hrepenenje in nazadnje njen konec. Lepši in pravičnejši svet ji je povsem nedosegljiv.

### Klanec kot simbol vdanosti v usodo
Ljudje s klanca že vnaprej poznajo svojo usodo. Obsojeni so na siromaštvo in propad, kar se pokaže v Franckini življenjski usodi. Lojze misli, da mu je bil že ob rojstvu na čelo vtisnjen pečat berača. Skoraj vse osebe v zgodbi so pesimistične. Svetla izjema je samo učitelj Krivec, nekakšen predhodnik Martina Kačurja. Prizadeva si za duhovno osveščanje delavcev in kmetov, ampak ni človek akcije ali organiziran socialist. Zelo vpliva na Lojzetov nazor. Ko se le ta po pogovoru počasi odpravi domov, ugotovi, da se je sam obsodil v tistem trenutku, ko je prvič pomislil, da je obsojen in stigmatiziran. Na tak način se postopoma osvobaja miselnosti pesimističnega fatalizma, o čemer je govoril učitelj. Lojzeta in druge proletarce s klanca ni pogreznila v bedo usoda. Siromak se je za siromaka in hlapca obsodil sam in je s svojo pasivnostjo in vdanostjo v usodo njen soustvarjalec.

### Vplivi Zolajevega romanaBeznicana Cankarjev roman
Vplive je možno iskati v več segmentih, in sicer v začetku oziroma incipitu, nekaterih motivih in slogu ter podobnosti junakov in posameznih dejanjih. Zgodba se začne v središču dogajanja. Francka in Gervaise sta si zelo podobni po zunanjem videzu in obe sta preživljali težko otroštvo. Obe se zaljubita v bodočega moža pri dvajsetih letih. Imata tri otroke, dva sinova in hčerko. Prvi otrok postane vajenec, drugi odide študirat, hčerka pa se v Zolajevem romanu spridi, medtem ko mora mala Francka za preživetje garati. Mihov Tone je v skoraj vseh pogledih zelo podoben Gervaisinemu ljubimcu Lantieru. Njuna zunanjost je skoraj enaka, prav tako je z značajem in vedenjskimi lastnostmi.

## Kritike
Dr. Josip Robida je v Slovenskem narodu roman označil za enega najboljših slovenskih tekstov nasploh. Je pa skoraj popolnoma prezrl socialno problematiko romana in tudi etični vidiki mu niso bili povsem razumljivi. Idejo celote je poskušal povzeti z naturalističnimi idejami o vplivu okolja, dednosti in dobe. Liberalci v Ljubljanskem zvonu so roman hvalili, v Domu in svetu pa grajali. Sodbe o delu so se  sicer razločevale po temeljni politični delitvi. Ocenjevalci, ki Cankarju na splošno niso bili naklonjeni, so se trudili roman Na klancu kar se da pravično oceniti. Eden takih kritikov je glavno protagonistko označil zelo pozitivno, drugi se je navduševal nad socialnimi razmerami in roman označil za Cankarjevo najboljše delo. 

## Prevodi v tuje jezike
- češki: Na příkrých cestách. prev. Josef Tměj, 1907. (COBISS)
- srbski: Martin Kačur; Na klancu. prev. Đuza Radović, 1948. (COBISS)
- ruski: На улице бедняков [Na ulice bednjakov]. prev. E. Rjabova, 1961. (COBISS)
- bosanski: Na klancu. prev. Muris Idrizović, 1963. (COBISS)
- hrvaški: U klancu. prev. Hicijant Petris, 1974. (COBISS)
- makedonski: Na prugorninata. prev. Bistrica Mirkulovska, Tome Arsovski, 1976. (COBISS)
- madžarski: A szegénysoron. prev. Pável Ágoston, 1976. (COBISS)
- kitajski: Zai qiongren jieshang. prev. Feng Yulü, 1982. (COBISS)
- litovski: Varguoliu gatvèje. prev. Regina Klimovičiene, 1984. (COBISS)
- nemški: Am Hang. prev. Erwin Köstler, 2007. (COBISS)